# Lotte Leonard
Lotte Leonard, verheiratete Charlotte Levy (* 3. Dezember 1884 in Hamburg; † 2. Mai 1976 in Kfar Schmarjahu bei Tel Aviv) war eine deutsche Konzertsängerin (Sopran) und Gesangspädagogin.

## Leben
Lotte Leonard studierte am Stern’schen Konservatorium in Berlin unter anderem bei der Sopranistin Jeanette Grumbacher-de Jong und bei der Altistin Therese Behr-Schnabel. Letztere unterrichtete sie vor allem im Liedgesang. Dieser bildete dann auch den Schwerpunkt ihrer Sängerkarriere. Mitte der 1920er-Jahre bezeichnete sie das Tonkünstlerlexikon als „sehr angesehene Konzertsängerin“. Da hatte sie schon einige ausgedehnte Tourneen ins Ausland hinter sich. In späteren Jahren wirkte sie vor allem als Gesangspädagogin. Leonard war mit dem Musikforscher und -schriftsteller Heinrich Levy (1878–1946) verheiratet, der mit ihr zusammen 1933 zunächst nach Frankreich, dann in die USA ins Exil ging. Nach Beendigung ihrer Lehrtätigkeit in New York lebte sie bis zu ihrem Tode in Israel.

## Gesang
Als Konzertsängerin trat Leonard in Prag, Madrid und Wien auf und unternahm Tourneen durch Holland, Belgien, die Schweiz, Frankreich, Italien, Schweden und Polen. Auch in Nord- und Südamerika absolvierte sie glanzvolle Konzerttourneen. Ein Konzertzyklus in Buenos Aires hatte den Titel Das deutsche Lied. In Cincinnati sang sie beim May Festival. Oft trat sie als Solistin bei Konzerten des Berliner Philharmonischen Chores unter Siegfried Ochs auf. 1928 stand sie mit dem Sopransolo in Israel in Egypt von Georg Friedrich Händel auf der Bühne der Mailänder Scala, und 1931 wurde sie für das Sopransolo in der Missa solemnis von Ludwig van Beethoven an die Salzburger Festspiele gerufen.
Leonard sang mit ihrer ausdrucksreichen, „in der Stilsicherheit ihrer Interpretation immer wieder bewunderte(n) Sopranstimme“ zahlreiche Schallplattenaufnahmen ein. Als CD kam später die 9. Sinfonie von Ludwig van Beethoven heraus, eine Aufnahme von 1928 mit ihr als Solistin unter Oskar Fried. Als Schellackplatte erschien neben zahlreichen anderen Aufnahmen auch Beethovens Missa solemnis mit ihrer Teilnahme. Dazu kamen Lieder und Arien, so etwa die Lieder Zu Bethlehem geboren und Maria auf dem Berge, die Volkslieder Du, du liegst mir am Herzen und Ach, wie ist’s möglich dann (jeweils als Duett mit dem Bariton Hermann Schey), das Ave Maria von Franz Schubert, das Briefduett aus Figaros Hochzeit von Wolfgang Amadeus Mozart (zusammen mit Irene Eisinger) sowie zahlreiche Lieder und Kantaten von Johann Sebastian Bach.

## Gesangspädagogik
Bereits in frühen Jahren begann Leonard, am Bernuth-Konservatorium in Berlin Gesang zu unterrichten. Als sie nach 1933 nicht mehr in Deutschland arbeiten durfte, erhielt sie eine Professur am Conservatoire de Paris. Von dort aus kehrte sie nur noch 1934 und 1935 zu Konzerten beim Jüdischen Kulturbund Berlin zurück, unter anderem trat sie im Oratorium Judas Makkabäus von Georg Friedrich Händel auf. 1940 flüchtete sie vor den einrückenden deutschen Truppen aus Frankreich und erreichte schließlich Nordamerika, wo sie in New York ihre gesangspädagogische Karriere an der Juilliard School of Music und am Mannes College fortsetzen konnte. Zu ihren Schülern gehörten unter anderen die Altistin Dora Wyss (in Berlin), die Mezzo-Sopranistin Marina de Gabarain (in Paris) sowie die Sopranistinnen Lucie Siegrist (in Berlin) und Alpha Floyd (in New York).

Tondokumente

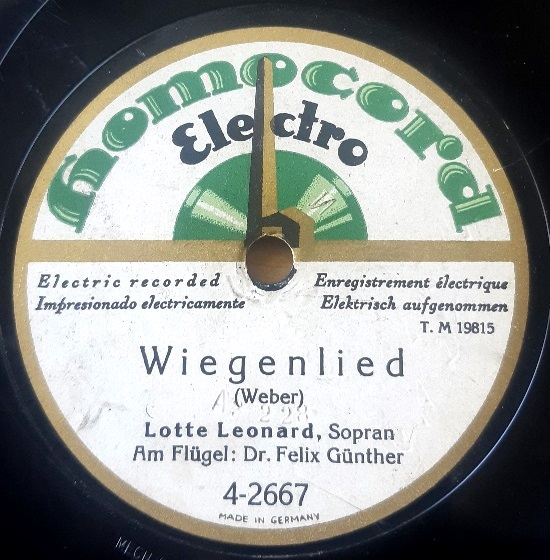
Schallplatte von Lotte Leonard (Berlin 1928)

Schallplatten für Grammophon (Berlin 1928; hier Sopran-Solo in Beethovens "Missa solemnis" unter Bruno Kittel sowie 9. Symphonie unter Oskar Fried); ansonsten nur wenige Titel für Homocord (Berlin 1928), Parlophon (Berlin 1929) und Ultraphon (Berlin 1930).